# Simopelta bicolor
Simopelta bicolor är en myrart som beskrevs av Borgmeier 1950. Simopelta bicolor ingår i släktet Simopelta och familjen myror. Inga underarter finns listade i Catalogue of Life.